# Samuel Kargel
Samuel Kargel (21 giugno 1996) è un giocatore di football americano tedesco che milita nel ruolo di defensive end nei Rhein Fire.